# 一ノ瀬文香
 一ノ瀬 文香 (いちのせ あやか、1980年8月12日は、栃木県出身の日本のMC、タレント、俳優、講演会の講師、飲食店の経営者、元グラビアアイドル。mother ha.ha所属。

## 来歴
新宿二丁目のミックスバーでアルバイトをしていた20歳のときに、プロやアマチュアのカメラマンに写真を撮ってもらっていた。写真を撮られるうちに子供の頃から興味のあったタレントや俳優業だけでなく、グラビアにも興味を持つようになった。大学を卒業後は時々オーディションを受けつつ、塾や映像授業で数学講師をしていた。しばらくして芸能事務所からスカウトされて、2007年にグラビアDVDでデビューした。グラビアDVDは、グラビアアイドルとして活動していた約3年半の間に11本リリースした。。
2009年4月21日号の週刊誌『FLASH』でレズビアンであることをカミングアウトした。以後、さまざまなLGBTイベントやコミュニティーに積極的に参加・活動をしている。2009年4月8日から、自らの半生を原案とした漫画『REAL BIAN』（作画・水戸雫）を漫画配信サイト「ゼロワン」で配信。
2009年、自身の誕生日でもある8月12日にニュース・サイト「ZAKZAK」上で年齢を4歳詐称していた事をカミングアウトした。
2009年11月2日から29日にかけて、新宿2丁目にある「CoCoLoカフェ」でDVD『Seku-Mai』の発売記念イベントが開かれた。店内では一ノ瀬のプライベート写真や、自画像、『REAL BIAN』のプロットや原画が展示された。
2013年2月、OCEANエンタテイメントから、よしもとクリエイティブ・エージェンシーに移籍。
2014年12月21日、女優でダンサーの杉森茜と同性婚をすることを発表。2015年4月19日に挙式し、結婚会見を開いた。区役所に婚姻届を提出したものの、不受理となる が、事実上の結婚生活を送ってきた。
2016年2月、自叙伝『ビアン婚。〜私が女性と、結婚式を挙げるまで〜』を刊行。
2017年5月11日、杉森との関係が破局していた事が分かった。
2025年1月、一般女性とのパートナーシップ宣誓を行ったことを発表した。

## 人物
- 中学、高校美術教員免許を取得している。
- 趣味は国内外で1人旅行、漫画とニュースを読むこと。
- 特技は新宿二丁目案内、忍術（2014年～伊賀麻績服部流忍術正統継承者「妃羽理」氏の弟子 第2回伊賀流手裏剣打大会団体戦 優勝）、居合道、アクション、殺陣、真剣で試斬、ポール技（Japan Pole Dance教室での講師歴2年あり）、数学や論理的な問題を解くこと(塾・映像授業での小・中・高校数学講師歴8年)、ファシリテーション。

## 出演

### テレビ番組
- ハートをつなごう （2009年、NHK教育）VTR出演
- 有吉ジャポン （2012年11月21日、TBS）
- サンデー・ジャポン （2012年12月16日、TBS）
- 私の何がイケないの?SP （2015年5月25日、TBS）[11]

### 映画
- カミングアウト（2014年11月29日）桃井香 役

## リリース作品

### DVD
イメージDVD
1. Temptation of maiden 一ノ瀬文香（2007年5月31日、BNS）
2. Sexy Venus（2007年6月30日、BNS）
3. お願い!文香先生。（2007年9月5日、アクアハウス）
4. セクシーダイナマイト（2008年5月30日、テクニカルスタッフ）
5. マイスター一ノ瀬文香（2008年8月15日、トライアングルフォース）
6. 最高レベル（2008年11月18日、オルスタック）
7. Beautiful naked（2009年2月28日、BNS）
8. CARA一ノ瀬文香（2009年4月28日、デジワークス）
9. ヒミツノトキ（2009年7月25日、晋遊舎）
10. Seku-Mai（2009年11月21日、F.T.P.LABEL）
11. 感じてみなさい（2010年4月28日、オルスタックピクチャーズ）
12. トレビアン （2010年8月31日、Vega Factory）

DVDドラマ
- ハイパーセクシーヒロイン舞桃乱撫 龍華（2008年7月12日、ZENピクチャーズ）
- グラドルレスリング（2008年11月12日、ZENピクチャーズ）

### 漫画
- REAL BIAN（原案担当、漫画配信サイト「漫画ゼロワン」にて2009年4月8日から配信）

### 著書
- ビアン婚。〜私が女性と、結婚式を挙げるまで〜（2016年2月、双葉社、ISBN 978-4575309942）[8]